# إمبراير كيه سي-390
إمبراير كيه سي-390 (بالإنجليزية: Embraer KC-390) هي طائرة نقل عسكري يجري تطويرها حاليا من قبل شركة إمبراير في البرازيل. كان أول طيران لها في 3 فبراير 2015. وستدخل في الخدمة في عام 2016، وسعر الطائرة الواحدة منها هو 50 مليون دولار.